# 福岡市立名島小学校
福岡市立名島小学校（ふくおかしりつ なじましょうがっこう）は、福岡県福岡市東区名島5丁目にある公立小学校。

## 歴史
- 1931年（昭和6年）- 多々良尋常高等小学校名島分教場を名島発電所倶楽部に設立。
- 1933年（昭和8年）- 現在地に新築移転。
- 1937年（昭和12年） - 名島尋常小学校と校名変更。
- 1941年（昭和16年） - 名島国民学校と改称。
- 1947年（昭和22年） - 多々良村立名島小学校と改称。
- 1950年（昭和25年） - 多々良町立名島小学校と改称。
- 1955年（昭和30年） - 福岡市立名島小学校と校名変更
- 1964年（昭和39年） - 福岡市立千早小学校を分離
- 1971年（昭和46年） - 福岡市立若宮小学校、福岡市立城浜小学校を分離

## 通学区域
- 名島1丁目 - 5丁目、松崎1丁目 - 4丁目[1]

## 進学先中学校
- 福岡市立松崎中学校

## アクセス
- 近場（西）を博多バイパスが走る。

最寄駅
- 西日本鉄道（西鉄）貝塚線 名島駅より550m、徒歩6分。

## 学校周辺
- 信愛保育園
- 河野名島病院
- 済世会河桜会館

## 著名な出身者
- 財津和夫 - （ポップスシンガー、作曲家、俳優、チューリップ）
- 田島芽瑠 - (HKT48）
- 兒玉遥　- (HKT48)